# Lord Duffus
Lord Duffus war ein erblicher britischer Adelstitel in der Peerage of Scotland.

## Verleihung und Geschichte des Titels
Der Titel wurde am 8. Dezember 1650 für Sir Alexander Sutherland, Herr von Duffus Castle bei Elgin in Moray, geschaffen. Dieser war ein agnatischer Nachfahre des 4. Earl of Sutherland und Oberhaupt der Linie Sutherland of Duffus des Clan Sutherland.
Dessen Enkel, der 3. Lord, beteiligte sich am Jakobitenaufstand von 1715 und wurde hierfür 1716 geächtet und bekam seine Titel aberkannt. Dessen Enkel erwirkte, dass durch Act of Parliament vom 25. Mai 1826 die Ächtung widerrufen und der Titel rückwirkend für ihn als 5. Lord wiederhergestellt wurde.
Als der 5. Lord am 30. Januar 1827 kinderlos starb, ruhte der Titel, da die ursprüngliche Verleihungsurkunde nicht mehr vorlag und unklar war, ob der Titel nur in männlicher oder auch in weiblicher Linie erblich sei. Der nächstberechtigte männlichen Verwandte, Sir Benjamin Dunbar 3. Baronet, Enkel eines jüngeren Sohnes des 2. Lords, James Sutherland († 1724), der 1706 den Familiennamen Dunbar angenommen hatte und zum Baronet, of Hempriggs in the County of Caithness, erhoben worden war, verwendete ab 1837 den Titel 6. Lord Duffus, erreichte aber keine formelle Anerkennung seines Titelanspruchs beim House of Lords. Beim kinderlosen Tod von dessen Sohn, der sich 8. Lord Duffus nannte aber ebenfalls nie bestätigt wurde, am 28. August 1875 erlosch der Mannesstamm der Familie und vermutlich auch der Titel.

## Liste der Lords Duffus (1650)
- Alexander Sutherland, 1. Lord Duffus (um 1621–1674)
- James Sutherland, 2. Lord Duffus († 1705)
- Kenneth Sutherland, 3. Lord Duffus († 1734) (Titel verwirkt 1716)
  - Eric Sutherland of Duffus, de iure 4. Lord Duffus (1710–1768)
- James Sutherland, 5. Lord Duffus (1747–1827) (Titel wiederhergestellt 1826; Titel ruht 1827)
  - Sir Benjamin Dunbar, 3. Baronet, de iure 6. Lord Duffus (1761–1843)
  - Sir George Sutherland Dunbar, 4. Baronet, de iure 7. Lord Duffus (1799–1875)